# Boas práticas de programação
Boas práticas de programação são o conjunto de convenções para poder tornar o código de computador tanto legível para computadores como humanos. A fim de que a sua manutenção e melhorias possam ocorrer mais facilmente.
Algumas boas práticas de programação são: nome de arquivos, organização dos arquivos, indentação, comentários, convenções de nomes, documentação, controle de race conditions, minimização de privilégios, camadas de segurança, validação das variáveis de entrada, tratamento de exceções, verificadores de código.